# Kachal
Kachal (hebrejsky כָּחָל, anglicky Kahal) je vesnice typu společná osada (tedy bez kolektivního hospodaření) v Izraeli, v Severním distriktu, v Oblastní radě Mevo'ot ha-Chermon.

## Geografie
Leží v nadmořské výšce 102 metrů v údolí řeky Jordán v Horní Galileji. Vesnice je situována na svazích cca 3 kilometry severovýchodně od břehů Galilejského jezera. Západně od obce protéká ve výrazném terénním zářezu Nachal Amud.
Vesnice se nachází cca 11 kilometrů severně od města Tiberias, cca 113 kilometrů severovýchodně od centra Tel Avivu a cca 50 kilometrů severovýchodně od centra Haify. Kachal obývají Židé, přičemž osídlení v tomto regionu je ryze židovské. Hornatá oblast Galileji, ve které mají výrazné zastoupení izraelští Arabové a Drúzové, leží dále k východu.
Kachal je na dopravní síť napojen pomocí dálnice číslo 85, která spojuje Akko a okolí Galilejského jezera.

## Dějiny
Kachal byl založen v roce 1980. Prvními osadníky byla skupina 40 rodin. Původně šlo o mošav. Později byla vesnice rozšířena o dalších 30 domů a proměněna na takzvaný jišuv kehilati (společná osada). Vesnice byla pojmenována podle nedalekého pramene עין כחל - Ejn Kachal.
Ekonomika je založena na zemědělství, část obyvatel dojíždí za prací mimo obec. V obci funguje zařízení předškolní péče o děti. Základní škola je v komplexu Ramat Korazim poblíž vesnice Elifelet, střední školy v jiných obcích v tomto regionu. V obci je k dispozici veřejná knihovna a sportovní areály.

## Demografie
Obyvatelstvo Kachal je sekulární. Podle údajů z roku 2014 tvořili naprostou většinu obyvatel v Kachal Židé (včetně statistické kategorie "ostatní", která zahrnuje nearabské obyvatele židovského původu ale bez formální příslušnosti k židovskému náboženství).
Jde o menší sídlo vesnického typu s dlouhodobě stagnující populací. K 31. prosinci 2014 zde žilo 330 lidí. Během roku 2014 populace stoupla o 8,2 %.
| Rok            | 1983 | 1995 | 2001 | 2003 | 2004 | 2005 | 2006 | 2007 | 2008 | 2009 | 2010 | 2011 | 2012 | 2013 | 2014 |
| -------------- | ---- | ---- | ---- | ---- | ---- | ---- | ---- | ---- | ---- | ---- | ---- | ---- | ---- | ---- | ---- |
| Počet obyvatel | 76   | 315  | 363  | 341  | 353  | 354  | 343  | 353  | 355  | 277  | 289  | 310  | 304  | 305  | 330  |